# Флаг Частоозерского сельсовета
Флаг муниципального образования Частоозерский сельсовет Частоозерского района Курганской области Российской Федерации — опознавательно-правовой знак, служащий официальным символом муниципального образования.
Флаг утверждён 14 декабря 2017 года решением Частоозерской сельской Думы № 27 и внесён в Государственный геральдический регистр Российской Федерации с присвоением регистрационного номера 11765.

## Описание
Прямоугольное двухстороннее полотнище с отношением ширины к длине 2:3, воспроизводящее фигуры из герба  Частоозерского сельсовета, изображённые жёлтым, красным, зеленым, синим и белым цветом.

## Символика
Селу более 300 лет и за это время свиноводство, да и животноводство в целом — основная часть хозяйства местного населения. Наиболее характерным и узнаваемым символом жизнедеятельности для Частоозерья является свиноводство.
Поросенок в червленом (красном) поле, цвет которого перекликается с цветом товарного знака свинокомплекса «Велес» — ведущего современного предприятия по производству и переработке свинины.
Кроме символа мясной промышленности, поросенок имеет значения силы, процветания, благополучия, удачи и просто веселья.
Многократное разделение каймы на серебро (белый цвет) и лазурь (синий цвет) — аллегорическое обозначение окрестностей села с большим количеством озер, которые и дали название селу — Частоозерье, что делает герб полугласным.
Примененные во флаге цвета символизируют:
- Червлень (красный цвет) — символ труда, мужества, жизнеутверждающей силы, красоты и праздника.
- Зелёный цвет символизирует территории, освоенные жителями для жилья и нужд сельского хозяйства и природные леса и луга. Зеленый цвет — символ весны, здоровья, молодости и надежды.
- Лазурь (синий цвет)- символ воды, водоемов и неба; символ возвышенных устремлений и благородства.
- Золото (желтый цвет) — символ высшей ценности, величия, богатства, урожая.

## Использование флага
Порядок размещения Государственного флага Российской Федерации, флага Курганской области, флага Частоозерского сельсовета, иных флагов производится в соответствии с федеральным законодательством, законодательством Курганской области, регулирующим правоотношения в сфере геральдического обеспечения.
В знак траура флаг Частоозерского сельсовета приспускается до половины высоты флагштока (мачты). При невозможности приспустить флаг, а также, если флаг установлен в помещении, к верхней части древка выше полотнища флага крепится черная сложенная пополам и прикрепленная за место сложения лента, общая длина которой равна длине полотнища флага, а ширина составляет не менее 1/10 от ширины полотнища флага. 
При вертикальном вывешивании флага   Частоозерского сельсовета, флаг должен быть обращен лицевой стороной к зрителям и свободным краем вниз.

## Авторская группа
- Идея флага Павел Бережной (с. Частоозерье), Константин Моченов (Химки).
- Художник и  компьютерный дизайн: Анна Гарсия (Москва).
- Обоснование символики: Константин Моченов (Химки).